# Sojuz (stacja antarktyczna)
Sojuz (ros. Союз) – letnia stacja polarna należąca do Rosji (wcześniej radziecka), położona w Górach Księcia Karola na Antarktydzie Wschodniej.

## Położenie i warunki
Stacja znajduje się na wschodnim brzegu jeziora episzelfowego Beaver Lake w Oazie Amery’ego, około 260 km od wybrzeża Zatoki Prydza. Temperatury w sezonie letnim zmieniają się w granicach od −25 do +3,5 °C, wiatr typowo wieje z prędkością 5–9 m/s, maksymalnie osiąga 20–25 m/s (w porywach do 30 m/s). Pogoda najbardziej sprzyja prowadzeniu prac w grudniu i styczniu, kiedy śnieżyce są najrzadsze.

## Działalność
Stacja Sojuz została otwarta 3 grudnia 1982 roku. Naukowcy stacjonujący w niej prowadzili badania geologiczne i geofizyczne. Regularnie prowadzono w niej także badania meteorologiczne, głównie dla potrzeb lotnictwa. Bardziej dostępna stacja Drużnaja 4, położona na wybrzeżu, zapewniała wsparcie logistyczne dla stacji Sojuz. Stacja została zamknięta 28 lutego 1989 roku, w związku z przemianami towarzyszącymi rozpadowi ZSRR.